# Léon Bérard (homme politique)
 (octobre 2015).
Pour les articles homonymes, voir Léon Bérard et Bérard.
Léon Bérard, né le 6 janvier 1876 à Sauveterre-de-Béarn (Basses-Pyrénées) et mort le 24 février 1960 à Paris (Seine), est un avocat et homme politique français.

## Biographie
Après des études secondaires à Orthez et à Pau, il étudie le droit à Paris et s’y inscrit au barreau. Il est remarqué par Raymond Poincaré qui en fait son secrétaire dans son cabinet d’avocat. Plus tard Bérard sera principalement avocat des compagnies d'assurances. A ce titre pour ne donner qu'un exemple, il recevait 250 000 francs par an de L'Urbaine
Léon Bérard entame une carrière politique locale dans les Basses-Pyrénées en devenant maire de Sauveterre-de-Béarn en mai 1904, puis conseiller général en juillet 1907. Lors des élections législatives de 1910, il obtient avec l’appui de Louis Barthou l’investiture du comité républicain et il est élu député de l’arrondissement d’Orthez. À la Chambre des députés, il s’inscrit au groupe de la Gauche démocratique. Il entame très vite une carrière ministérielle en devenant sous-secrétaire d’État aux Beaux-Arts en janvier 1912. Il est réélu député de l’arrondissement d’Orthez en 1914, puis, dans le cadre du scrutin départemental, sur la liste de « concentration républicaine » de Louis Barthou en 1919. Il sera réélu à la tête de cette liste en 1924.
En plus de ses nombreuses activités politiques, il est membre du prix littéraire La Renaissance fondé en 1921 par son ami Henry Lapauze et le reste jusqu'en 1940. En 1921, il est le président du jury qui couronne Alexandre Arnoux pour Indice 33, puis laisse la présidence à Colette dès l'année suivante.
Il est nommé ministre de l'Instruction publique et des Beaux-arts en 1919, puis de 1921 à 1924. Son passage rue de Grenelle est marqué, en 1921, par le relèvement des traitements des fonctionnaires et, en 1923, par une réforme unifiant le premier cycle des études secondaires et instituant le latin obligatoire dès la sixième. Cette réforme revenait à supprimer le système créé en 1902 et caractérisé par la mise en place d'une filière secondaire « moderne », alors très contestée. Bérard défend ardemment sa réforme à la Chambre des députés, face à Georges Leygues et Édouard Herriot. Lors de ces séances, il réplique en latin à Édouard Herriot, partisan de l'enseignement moderne et de l'école unique. Malgré l'hostilité des radicaux, le projet est adopté, mais rapidement enterré par la victoire électorale du Cartel des gauches en 1924. Cette bataille en faveur du latin et de la formation classique vaudra à Bérard le soutien de la droite nationaliste maurrassienne.
En mars 1925, il est l'un des députés catholiques à intervenir dans le débat sur la Déclaration sur les lois dites de laïcité, document où la hiérarchie catholique française condamne la laïcisation de la société et appelle les catholiques français à s'y opposer. Pierre Cazals ayant interpellé Édouard Herriot sur « l'attitude que compte prendre le Gouvernement en présence des attaques dirigées par les évêques [sic] de France contre les institutions laïques et scolaires de la République, contre la notion même de la loi et contre les principes sur lesquels se fondent les sociétés modernes », Léon Bérard fait un discours où il regrette l'intransigeance de la Déclaration mais l'impute à la politique religieuse intolérante du Cartel des gauches. Il appelle ensuite à l'apaisement : « Alors que notre pays se trouve engagé dans tant de graves débats où sa cause se confond avec celle de la justice, gardons-nous de tout ce qui pourrait compromettre l'union de ses enfants ».

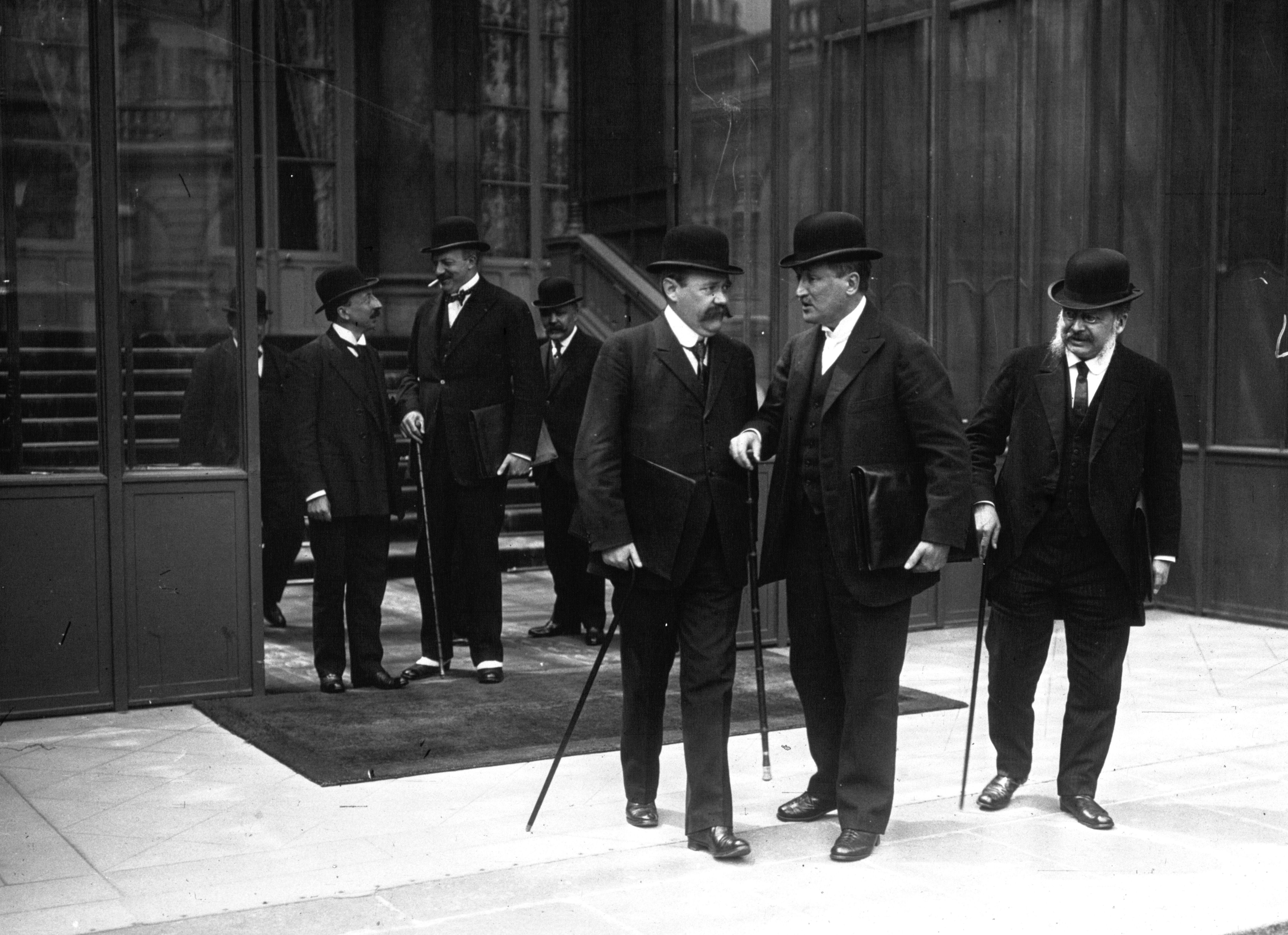
Conseil des ministres à la sortie de l'Élysée en 1921. De gauche à droite : Yves Le Trocquer, Laurent Bonnevay, Lucien Dior, André Maginot, Léon Bérard et Louis Loucheur.

Il est élu sénateur des Basses-Pyrénées en janvier 1927 et réélu en janvier 1936. Il est nommé garde des Sceaux de 1931 à 1932 et de 1935 à 1936. Il devient président du Conseil général des Basses-Pyrénées en 1934, succédant à Louis Barthou, assassiné à Marseille.
Orateur talentueux et cultivé, Léon Bérard manifeste, au travers de multiples conférences ou articles, son attrait pour les thèmes littéraires et artistiques. En 1933, il préside le Comité français pour la protection des intellectuels juifs persécutés, fondé en vue d’apporter une aide aux artistes chassés de l’Allemagne nazie. Il est élu au fauteuil 10 de l’Académie française en 1934, le même jour que le maréchal Franchet d'Espèrey.
Durant les dernières semaines de la guerre d'Espagne, après la chute de Barcelone, le Président du Conseil, Édouard Daladier, et le ministre des Affaires étrangères, Georges Bonnet, l’envoient négocier avec le général Jordana, ministre des affaires étrangères de Franco, les conditions d'établissement de relations diplomatiques entre la France et le gouvernement nationaliste, en vue d’obtenir sa neutralité en cas de conflit avec l’Allemagne et l’Italie (accords Bérard-Jordana du 25 février 1939). C'est à l'instigation de Laval dont il était proche, il avait appartenu à tous ses cabinets depuis 1931, qu'il fut envoyé en Espagne. Il rencontra uniquement le général Jordana, car Franco refusa de le recevoir. Les accords comportaient essentiellement trois points : « politiques » (la reconnaissance de Franco qui fut effective le 27 février) 2° « Economie » à savoir la remise de l'or espagnol entreposé en France en 1931 par la République espagnole et que la Banque de France refusa de restituer au gouvernement légal de l'Espagne. 3° « de bon voisinage », au titre de ce point la France acceptait de restituer à Franco les armes destinées au gouvernement républicain encore entre les mains françaises. Selon le journaliste Alexander Werth, l'accord était si ignominieux qu'il ne fut pas officiellement communiqué au conseil des ministres. Il ne fut pas non plus publié au journal officiel après sa ratification par les chambres. Présentant les accords à Stohrer, ambassadeur d'Allemagne à Burgos, Jordana les qualifia de succès complet de Franco sans prendre aucun engagement ni accepter aucune condition. La France savait parfaitement que cet or une fois restitué servirait à Franco à payer l'aide reçue de l'Allemagne et de l'Italie durant la guerre civile.
Léon Bérard est également l'initiateur de la politique visant à rapatrier les Républicains  espagnols internés au camp de Gurs en Espagne : une fois livrés aux autorités franquistes, ils étaient envoyés au camp de concentration de Miranda de Ebro afin d’être « normalisés » politiquement. Cette collaboration dans la gestion des réfugiés alla même jusqu'à permettre la visite du camp de Gurs par le général franquiste José Solchaga Zala pourtant connu pour ses crimes de guerre.[réf. nécessaire]
Le 10 juillet 1940, Léon Bérard participe comme sénateur au vote des pleins pouvoirs à Philippe Pétain, faisant partie des 569 parlementaires favorables à la mesure (contre 80 oppositions et 20 abstentions).
De novembre 1940 à août 1944, il est ambassadeur du régime de Vichy auprès du Saint-Siège. Il tient régulièrement informé le gouvernement de l’état d’esprit du Vatican face à l’évolution de la guerre en Europe. Dans un rapport du 22 février 1941, il souligne que « le Saint-Siège aperçoit une opposition foncière, théoriquement irréductible, entre la doctrine de l’Église et celle dont s’inspire le national-socialisme » et le 21 août 1941, il rapporte ce propos du pape Pie XII : « je redoute Hitler encore plus que Staline ». Recevant instruction de s’informer d’éventuelles réactions du Vatican à propos du statut des Juifs du 2 juin 1941, il répond dans un rapport du 2 septembre 1941 que l’Église avait condamné le racisme mais qu’elle ne contesterait pas la législation française dès lors qu’elle ne comportait aucune disposition relative au mariage.
Reclus dans l'enceinte du Vatican durant quatre ans, devant la décision imminente d'annexion des « pieux établissements » et des possessions françaises par Mussolini, il déléguera en 1943 à son attaché d'ambassade François de Vial, resté libre, la charge effective de défendre les intérêts de la France et de négocier, avec succès et avec l'aide de Monseigneur Montini (futur Pape Paul VI), auprès du gouvernement fasciste le maintien de ces biens aux couleurs françaises.
Comme tous les parlementaires ayant voté la loi constitutionnelle du 10 juillet 1940 confiant le pouvoir constituant au gouvernement du maréchal Pétain, il est inéligible à la Libération, en vertu de l’ordonnance du Comité français de la Libération nationale du 21 avril 1944. Il se consacre à l’Académie française, au barreau et aux lettres. Il publie régulièrement dans la Revue des deux Mondes.
Dans son bloc-notes, François Mauriac fit un portrait tout en nuances de Léon Bérard: « On venait d’annoncer la mort de Léon Bérard et nous en étions tous accablés. [...] J’aimais bien ce parlementaire à l’ancienne manière [...]. Survivant d’un milieu où la culture était aimable, du temps que les philosophes atrabilaires n’avaient pas encore envahi la littérature. Mais qu’il devait être malin ce Béarnais, de droite au fond, ami de l’Action française, et qui fit toute sa carrière sous la république radicale et jusqu’à régner à l’Instruction publique ! Ambassadeur du maréchal auprès du Saint-Siège pour finir. Quand les choses se gâtèrent, il attendit sagement sous le porche de Saint-Pierre la fin de la grêle ; et nous fûmes tous bien contents de le voir revenir. Ce sage a eu la mort discrète qu’il méritait. Il s’est endormi d’un sommeil tranquille que je souhaite à ceux que j’aime. » Son épouse, Laure de Souhy, est décédée en 1969.

## Opposition à l'espéranto
Léon Bérard était en outre fermement opposé à l'espéranto, qu'il considérait comme l'instrument de l'Internationalisme et comme un concurrent potentiel de la langue française, alors langue diplomatique. En tant que ministre de l'Instruction, il interdit par circulaire l'enseignement ou la promotion de l'espéranto dans les établissements publics. Dans les années qui suivirent, il usa de son influence pour que la commission de la Société des Nations chargée d'étudier l'adoption de l'espéranto comme langue auxiliaire internationale se prononçât contre une résolution en ce sens.

## Carrière ministérielle
- Sous-secrétaire d'État aux Beaux-Arts du 14 janvier 1912 au 9 décembre 1913 dans les gouvernements Raymond Poincaré (1), Aristide Briand (3), Aristide Briand (4) et Louis Barthou
- Ministre de l'Instruction publique et des Beaux-Arts du 27 novembre 1919 au 20 janvier 1920 dans le gouvernement Georges Clemenceau (2)
- Ministre de l'Instruction publique et des Beaux-Arts du 16 janvier 1921 au 29 mars 1924 dans les gouvernements Aristide Briand (7) et Raymond Poincaré (2)
- Ministre de la Justice du 27 mars 1931 au 20 février 1932 dans les gouvernements Pierre Laval (1), Pierre Laval (2), Pierre Laval (3)
- Ministre de la Justice du 7 juin 1935 au 24 janvier 1936 dans le gouvernement Pierre Laval (4)

## Œuvres et publications
- Au Béarn - Discours de Léon Bérard, Édouard Privat, Toulouse, 1926. (Éditions de l'Académie de Béarn)

En collaboration :
- avec Louis Pasteur Vallery-Radot : Science et Humanisme , Flammarion, Paris, 1936.

## Sources
- Hubert Delpont, Destins croisés Anatole de Monzie (1876-1947) Léon Bérard (1876-1960) Ed. d'Albret, 2021, 248 p.
- « Léon Bérard (homme politique) », dans le Dictionnaire des parlementaires français (1889-1940), sous la direction de Jean Jolly, PUF, 1960 [détail de l’édition]